# عنکبوت چتری زیبا
عنکبوت چتری زیبا (نام علمی: Poecilotheria formosa) نام یک گونه از سرده عنکبوت‌های ببری است.